# A Penna
A Penna foi um jornal que circulou na cidade de Caetité, interior do estado brasileiro da Bahia, entre os anos de 1897 e 1946. Junto a outras publicações da sua tipografia como  'O Arrebol', 'O Caetité', 'Lux', 'O Dever', 'Evolução', 'A Voz da Pátria', 'O Lápis', 'Do Commercio', está hoje disponível no acervo do Arquivo Público Municipal de Caetité.
Circulava em várias partes do país e registrou, ao longo de sua existência, momentos de conturbação política no estado, como a disputa vivida entre J. J. Seabra e Góes Calmon.

## Histórico
A 5 de Março de 1897 iniciou sua publicação - sendo assim o primeiro jornal do Alto Sertão e segundo do interior baiano. Surgiu inicialmente em quatro páginas, depois ampliadas para seis, que eram compostas pelo editorial, artigos de fundo, editais, coluna social, notas diversas, etc. Seu tamanho era standard.
Em 1923, João Gumes registrou (com atualização ortográfica aqui): "Quando fundamos A PENNA em 1897, dissemos que considerávamos a imprensa um dos mais importantes fatores de progresso social [...] Avançamos afoitamente essa proposição [...] Mais tarde, porém, a rude experiência, o cansaço, o arrefecimento do primeiro entusiasmo, fizeram-nos compreender que a imprensa só poderá medrar e concorrer para o progresso, só poderá produzir fruto abundante, quando concorram com ela, quando colaborarem com a sua ação, outros elementos de uma ponderabilidade incontestável que a princípio não podíamos perceber. Caímos na luta que travou-se entre a nossa frágil vontade e os mil obstáculos que se opuseram à vida e desenvolvimento da A Penna [...]."

## Conservação
Com a instituição, em 1999, do Arquivo Público Municipal de Caetité, o acervo de Gumes foi doado por sua filha Heloísa Gumes Portella. Ali, numa parceria com o Campus VI da Universidade do Estado da Bahia, o jornal foi catalogado, higienizado e microfilmado.